# Hoppande majoritet
Hoppande majoritet kallas det förhållande att en regering, som i sig själv inte har majoritet i parlamentet utan är en minoritetsregering, i olika frågor kan stödja sig på samverkan med olika oppositionsgrupper, och således i varje fråga erhålla stöd för sin politik. Detta var den typ av majoritet som regeringarna använde sig av i "vågmästarparlamentarismen" under 1920-talets svenska parlamentarism, jfr vågmästarpolitik.